# 蕭敬文
蕭敬文（？—352年），东晋将軍，在成汉平定後于益州自立。
永和二年（346年），他跟随荊州刺史桓温攻打成漢，担任振威護軍、征西督護。
永和三年（347年）十二月，蕭敬文在桓温返回荊州后起兵反晋，杀害征虜将軍楊謙後，攻陷涪城。自称益州牧，占据巴西，进攻漢中。桓温派督護鄧遐协助益州刺史周撫討伐蕭敬文，但不能击破，于是撤退。
永和八年（352年）二月，桓温派遣梁州刺史司馬勳，与周抚联手攻打涪城蕭敬文。蕭敬文固守涪城。八月，涪城陷落，周抚则将蕭敬文处死并传首建康。